# Pfarrkirche Höhnhart

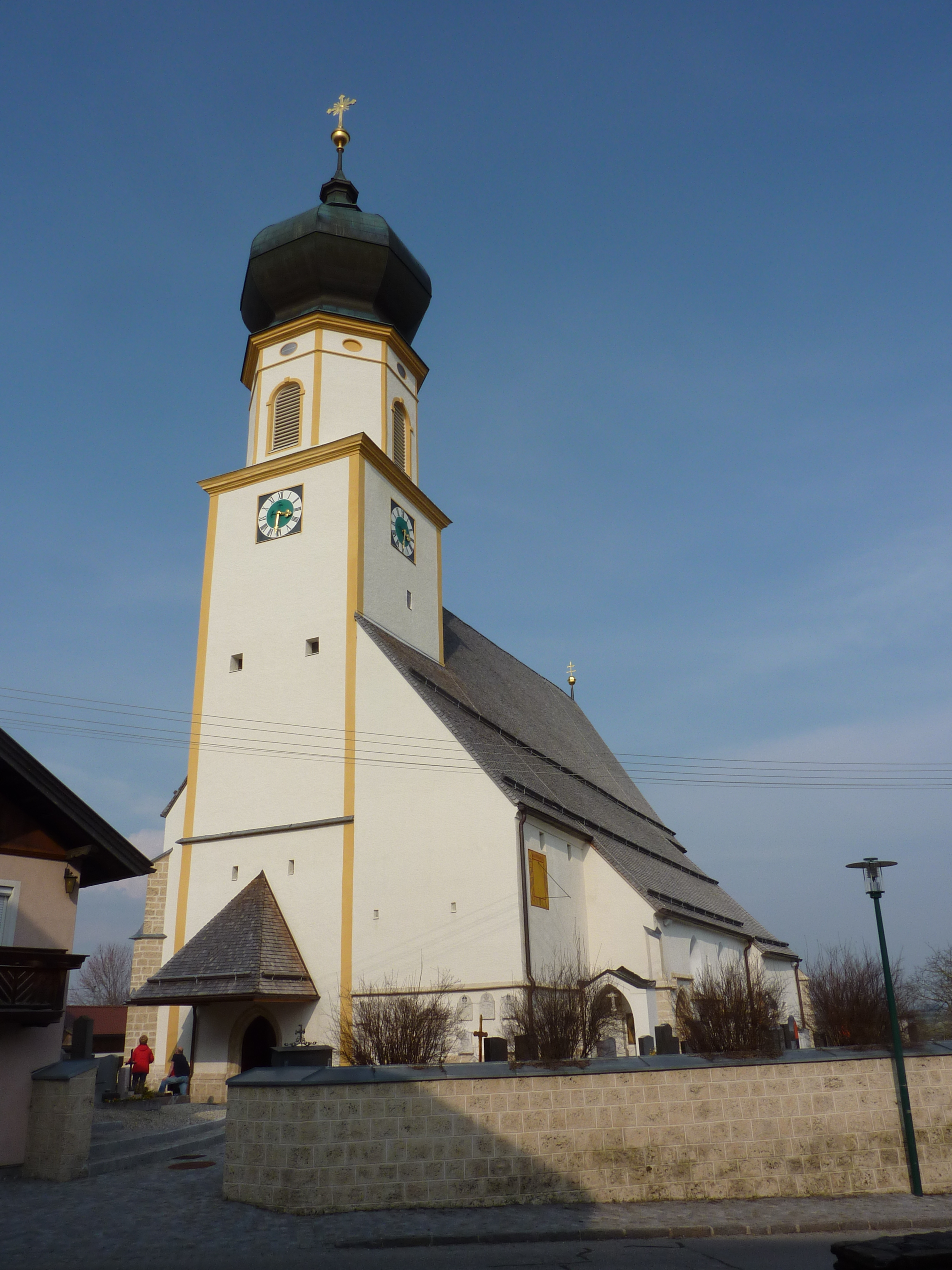
Kath. Pfarrkirche hl. Jakobus der Ältere in Höhnhart

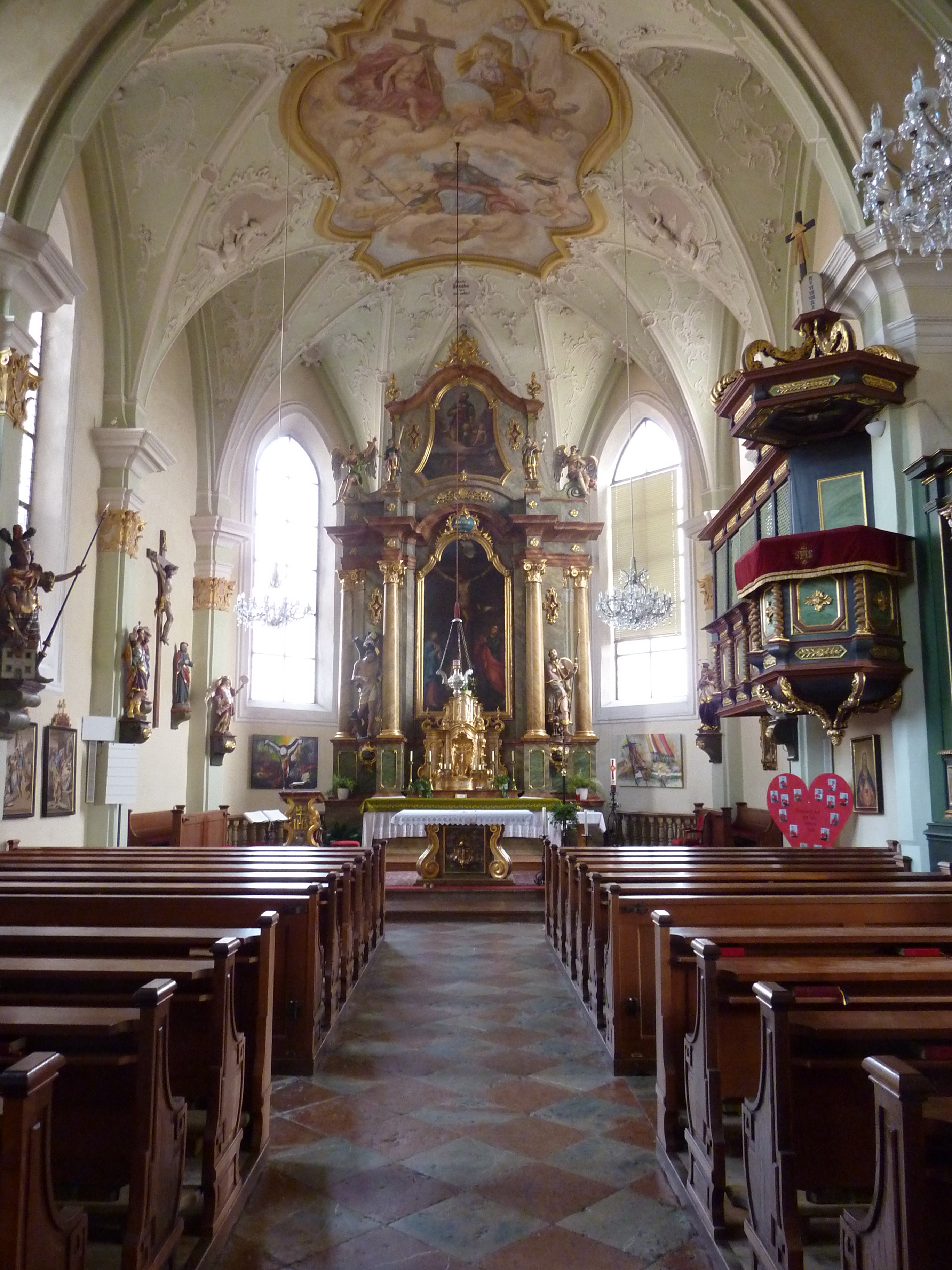
Im Langhaus zum Chor

Die römisch-katholische Pfarrkirche Höhnhart steht im Ort Höhnhart in der Gemeinde Höhnhart im Bezirk Braunau am Inn in Oberösterreich. Die auf den heiligen Jakobus der Ältere geweihte Kirche gehört zum Dekanat Altheim-Aspach in der Diözese Linz. Die Kirche und der Friedhof stehen unter Denkmalschutz.

## Geschichte
Eine Kirche wurde um 1230 genannt. Die gotische Kirche wurde barockisiert. Ein südliches Seitenschiff wurde am Langhaus angebaut.

## Architektur
Der leicht eingezogene weiträumige zweijochige gotische Chor schließt mit einem Dreiachtelschluss, die Gewölberippen wurden entfernt. Das vierjochige muldengewölbte Langhaus hat Pilaster mit Kapitellen mit Stil des Rokoko. Der Rokoko-Stuck in den Gewölben des Chores und Langhauses zeigt sich mit Puttengruppen. Die dreiachsige zweigeschoßige Westempore zeigt in der unteren Brüstung eingelassene Apostelbilder aus der zweiten Hälfte des 17. Jahrhunderts. Der eingebaute Westturm wurde oben in ein Achteck übergeführt und trägt einen Zwiebelhelm, die Glockenstube hat ein Sternrippengewölbe. Der Sakristeianbau im südlichen Chorwinkel hat ein Sternrippengewölbe. Das Südportal ist gotisch. Die Türe des Westportals hat gotische Beschläge.

## Ausstattung
Der Hochaltar von 1772/73 trägt Arbeiten des Bildhauers Franz Berger aus Braunau. Das Hochaltarblatt malte Johann Brandstätter aus Braunau. Die Seitenaltäre sind barock. Der linke Seitenaltar zeigt ein Bild Geburt Christ aus 1645. Der rechte Seitenaltar zeigt ein Gnadenbild Maria Dorfen aus dem 18. Jahrhundert. Ein Altar im Langhaus, wohl aus der zweiten Hälfte des 18. Jahrhunderts, mit älteren Teilen zeigt Gemälde der Heiligen Sebastian und Florian aus der zweiten Hälfte des 17. Jahrhunderts.
Der gotische Taufstein trägt die Figurengruppe Taufe Christi von Franz Berger (1769).